# Phyllolobium balfourianum
Phyllolobium balfourianum là một loài thực vật có hoa trong họ Đậu. Loài này được (N.D. Simpson) M.L. Zhang & Podl. mô tả khoa học đầu tiên năm 2006.